# Полет 105 на „Мидуест Експрес Еърлайнс“
Полет 105 на „Мидуест Експрес Еърлайнс“ е редовен вътрешен пътнически полет от регионалното летище Дейн Каунти, Мадисън, Уисконсин, до международното летище „Хартсфилд-Джаксън Атланта“, Атланта, Джорджия, с междинно кацане на международното летище „Генерал Мичъл“, Милуоки, Уисконсин, Съединените американски щати, управляван от „Мидуест Експрес Еърлайнс“. На 6 септември 1985 г. самолетът „Макдонал Дъглас DC-9-14“, който изпълнява полета, се разбива в открито поле в Оук Крийк, Уисконсин малко след излитане от международното летище „Генерал Мичъл“ и убива всички 27 пътници 4 члена на екипажа на борда.
Множество очевидци съобщават, че самолетът е в пламъци малко след като излита от летището. Пожарът е причинен от повреда на десния двигател, където един от неговите подвижни дистанционери на определена втулка се отделя. Подвижният разделител на втулката претърпява умора на метала, което причинява експлозия на двигателя. Националният съвет за безопасност на транспорта и екипът, който отговаря за разследването на катастрофата, стигат до заключението, че въпреки повредата на двигателя той все още е управляем и реакцията на екипажа спрямо повредата е основната причина за произшествието. Екипажът не успява да контролира правилно самолета по време на аварийната ситуация. Нарушаването на координацията в пилотската кабина също допринася за инцидента.